# Kajetany
Kajetany jsou vesnice v Polsku nacházející se v Mazovském vojvodství, v okrese Pruszków, v gmině Nadarzyn. V letech 1975-1998 vesnice administrativně patřila do Varšavského vojvodství.
Ve vesnici se nachází největší polské otorynolaryngologické centrum – Mezinárodní centrum sluchu a mluvy Ústavu fyziologie a patologie sluchu. Centrum je jedno z nejvýznamnějších na světě.
V roce 2001 byla založena klinika pro zvířata. Jako jediná v Polsku nabízí gastroskopická vyšetření u koní.